# Asiatischer Kegelhut

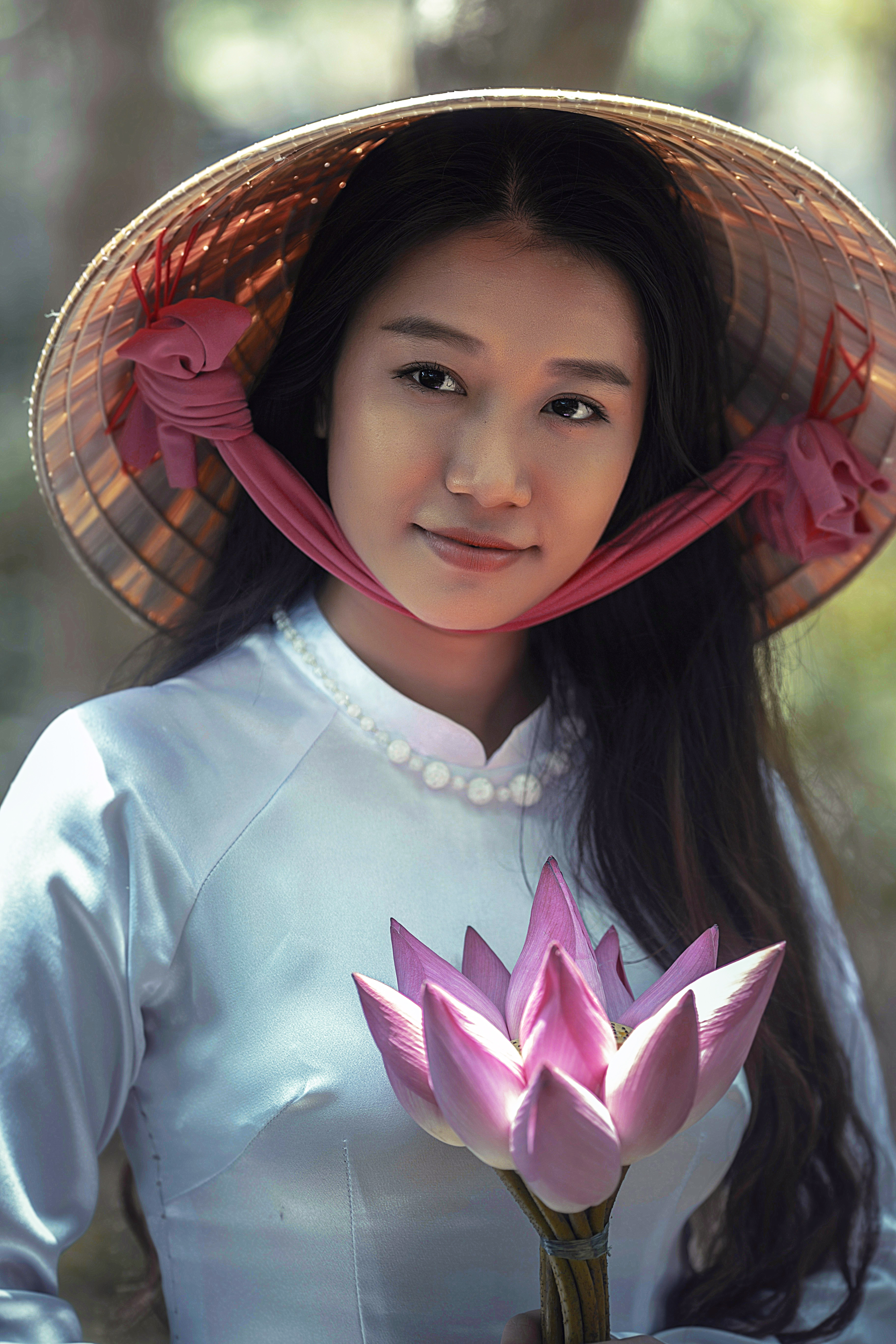
Vietnamesischer Nón tơi (2015)

Der Kegelhut, auch Reishut genannt, ist eine traditionelle asiatische Kopfbedeckung, die insbesondere in Vietnam verbreitet ist. Der vietnamesische Nón tơi gilt als ein Wahrzeichen für Vietnam.
Er wird überwiegend aus Reisstroh oder Palmenblättern gefertigt und durch einen aus Stoff gefertigten Kinnriemen am Kopf befestigt. Er dient vor allem als Schutz vor Regen und starker Sonneneinstrahlung. Durch seine flache Kegelform kann er auch als Schale zum Transport verwendet werden oder bei großer Hitze als Fächer.